# Исламский религиозный совет Сингапура
Исламский религиозный совет Сингапура — (малайск. Majlis Ugama Islam Singapura, кит. 新加坡回教理事会), MUIS — установленное законом управление в Сингапуре. Его роль должна заботиться об интересах мусульманского сообщества Сингапура.

## История и задачи
MUIS был создан в 1968, когда вошёл в силу закон о создании мусульманской администрации (AMLA).
Основные функции MUIS:
- Создание мусульманских отделов например (снабжение), отдела делам паломничества и т. д.
- Строительство и патронаж развития мечетей и управлений
- Создание медресе и исламского образования
- Шариат (религиозные управления)
- Создания комитета по делам финансового облегчения для бедных и нуждающихся мусульман.